# 얼술락
《얼술락》은 올레 TV 채널 886번, GDN 전통예술 TV에서 방영된 IPTV 방송 프로그램이다.

## 소개
얼술락은 《우리 얼·우리 술·우리 락》의 약자이다. 

2015년 3월 개국한 GDN 전통예술TV에서 개국 기념으로 방영 되었다. 

첫 번째 이야기는 (사)한국전통주연구소를 배경으로, 우리나라 전통 술의 역사와 문화에 대해 이야기 한다.

## 출연진

### MC
김은영, 전해옥, 오주은, 유은지, 최예림

### Special Guest
박록담(한국전통주연구소 소장)

### STAFF
PD 박민규ㅣ작가 김하나 김은영 

카메라1 김양진ㅣ카메라2 윤은섭ㅣ카메라3 차봉근ㅣ스틸촬영 최경식 

디자인 김하나ㅣ모션그래픽 신지혜ㅣ편집 정다은